# Symeon (Woliotis)
Symeon, imię świeckie Joannis Woliotis (ur. 9 maja 1977 w Kozani) – duchowny Greckiego Kościoła Prawosławnego, od 2018 biskup pomocniczy archidiecezji Aten.

## Życiorys
W 2011 został wyświęcony na diakona. Święcenia kapłańskie przyjął w 2012. Chirotonię biskupią otrzymał 11 lutego 2018 jako biskup pomocniczy arcybiskupstwa Aten ze stolicą tytularną Tespis.